# Wisdomkeepers
Wisdomkeepers Meetings With Native American Spiritual Elders ist der Titel eines Buches, das 1990 in der Reihe The Earthsong collection erschien. Die Autoren Harvey Arden und Steve Wall trugen das Wissen der Ältesten mehrerer indigener Völker der Vereinigten Staaten zusammen, um es für die nachfolgenden Generationen zu erhalten. Das Buch erschien 1992 mit dem Titel Hüter der Erde: Begegnungen mit Indianern Nordamerikas auch als deutsche Ausgabe.

## Die Autoren
Steve Wall hat in vielen Ländern gearbeitet und beispielsweise für das National Geographic Magazin der National Geographic Society fotografiert. Werke von ihm sind nicht nur in den Vereinigten Staaten, sondern auch in internationalen Publikationen, Galerien, Museen und Sammlungen zu sehen. Er hat die Fotos zu diesem Buch erstellt.
Harvey Arden ist ein Schriftsteller, der ebenfalls für National Geographic arbeitete. Mehrere Artikel von ihm wurden im Reader’s Digest nachgedruckt.

## Inhalt
Die beiden Autoren besuchten bei ihrer Recherche im Laufe von zehn Jahren 20 Native American Nations, um deren Stammes-Älteste zu interviewen. Dabei erhielten sie Einblicke in deren „[…] innerste[n] Gedanken und Gefühle, ihre Träume und Visionen, ihre Heilmittel und apokalyptischen Prophezeiungen und vor allem ihre Menschlichkeit“. Das Buch vermittelt einen Eindruck in die spirituelle Gedankenwelt und die Natur-Welt-Philosophie der Native American Elders. Die Fotografien untermalen die kraftvollen Worte der sogenannten Wisdomkeepers, was Hüter der Weisheit bedeutet. Die Ältesten berichten über ihre Identität, ihr Leben und ihren Glauben. Zu den besuchten Chiefs gehören unter anderem der Seminolenführer Buffalo Jim, der aus der Geschichte seines Volkes erzählt und die Everglades als Garten Eden beschreibt. Er zeigt auf, dass alle Wildpflanzen ihnen als Quelle für ihre Heilmittel dienten. Frank Davis (Fancy Warrior), ein Ältester der Pawnee, vergleicht den Weg zum Verstehen mit einem Pfad voller Papierschnipsel, die wie Puzzleteile zusammengefügt werden müssen. Mathew King ist ein Anführer der Lakota, der eindringlich vor den Folgen der Zerstörung der Mutter Erde warnt. Das Buch soll dabei helfen, das Wissen der Ältesten zu bewahren, und Einblicke in ihre Gedankenwelt geben.
Die Idee dazu ist nach der Anfrage eines Medizinmannes der Cherokee entstanden, der darum gebeten hatte, das über Jahrhunderte angesammelte Stammeswissen für zukünftige Generationen zu dokumentieren.

‘The Grandfathers are dying out,’ he said, ‘and the old way is going with them. Someone has to go out to them, record thier words, take their photographs. Otherwise it will all be lost.’

„‚Die Großväter sterben aus‘, sagte er, ‚und der alte Weg vergeht mit ihnen. Jemand sollte hinausgehen zu ihnen, ihre Worte aufnehmen, Fotos von ihnen anfertigen. Anderenfalls wird alles vergessen werden.‘“

Weitere Interviewpartner waren unter anderem Charlie Knight, vom Stamm der Ute, Frank Fools Crow, von den Lakota, Audrey Shenandoah, Louis Farmer, Oren Lyons und Irving Powless (Sr.) von den Onondaga, Corbett Sundown von den Seneca, Harriett Starleaf Gumbs von den Shinnecock, Eddie Benton-Banai von den Ojibway, Vernon Cooper von den Lumbee, Leila Fisher von den Hoh, Tom Porter von den Mohawk, Thomas Banyacya von den Hopi und Leon Shenandoah aus der Six Nations Iroquois Confederacy.
Das Buch beginnt mit einer Editors Note von „White Deer of Autumn“ und den Worten des Peacemakers, eines der Gründungsmitglieder der Iroquois Confederacy:

“Think not forever of yourselves, O Chiefs, nor of your own generation. Think of continuing generations of our families, think of our grandchildren and of those yet unborn, whose faces are coming from beneath the ground.”

„Denkt nicht ewiglich an euch selbst, O Chiefs, noch an eure eigene Generation. Denkt an die folgenden Generationen eurer Familien, denkt an eure Enkelkinder und an jene die noch ungeboren sind, deren Gesichter kommen werden aus dem Schoß der Erde.“

## Ausgaben
- Harvey Arden, Steve Wall: Wisdomkeepers. Meetings with Native American Spiritual Elders. Beyond Words Publishing, Inc., Hillsboro, OR. 1990, ISBN 0-941831-66-3 (englisch, Textarchiv – Internet Archive – Leseprobe).
- Steve Wall, Harvey Arden: Hüter der Erde. Begegnungen mit Indianern Nordamerikas. Hrsg.: Monika Thaler. Frederking und Thaler, München 1992, ISBN 3-89405-307-0 (englisch: Wisdomkeepers. Meetings with Native American Spiritual Elders. Übersetzt von Ursula Wolf).
- Harvey Arden, Steve Wall: Wisdomkeepers. meetings with Native American spiritual elders (= Native America on cassette). Audio Literature, Berkeley, CA. 1992, ISBN 0-944993-64-8 (englisch, Hörbuch, 170 min, 2 Audiokassetten).
- Harvey Arden, Steve Wall: Wisdomkeepers. Meetings with Native American spiritual elders. Hrsg.: White Deer of Autumn. Atria Books/Beyond Words Pub., New York 2006, ISBN 0-941831-55-8 (englisch).